# İsmail Nezir
İsmail Nezir (né le 22 janvier 2003) est un athlète turc spécialiste du 400 mètres haies.

## Biographie
Il remporte la médaille d'or du 400 m haies lors des championnats du monde juniors 2022 à Cali. 
En 2023, il se classe troisième du 400 m haies des championnats d'Europe par équipes à Chorzów en égalant son record personnel (record de Turquie junior) de 48 s 84.

## Palmarès
| Date | Compétition                    | Lieu     | Résultat | Épreuve     | Temps        |
| ---- | ------------------------------ | -------- | -------- | ----------- | ------------ |
| 2022 | Championnats du monde juniors  | Cali     | 1er      | 400 m haies | 48 s 84      |
| 2023 | Championnats d'Europe en salle | Istanbul | 6e       | 4 × 400 m   | 3 min 9 s 41 |
| 2023 | Jeux européens                 | Chorzów  | 3e       | 400 m haies | 48 s 84      |
| 2023 | Championnats d'Europe espoirs  | Espoo    | 1er      | 400 m haies | 49 s 19      |

## Records
| Épreuve     | Marque          | Lieu    | Date         |
| ----------- | --------------- | ------- | ------------ |
| 400 m haies | 48 s 84 (NU20R) | Chorzów | 24 juin 2023 |